# إتسوكو إيشيكاوا
إتسوكو إيشيكاوا (باليابانية: 石川悦子؛ بالكانا: いしかわ えつこ) هي مؤدية صوت وممثلة يابانية، ولدت في 22 مايو 1965 في طوكيو في اليابان.